# Carlos Carus
Carlos Carus, teljes nevén Carlos Carus Suárez (Veracruz, 1930. június 10. – 1997) mexikói labdarúgócsatár.

## Pályafutása
Játékoskarrierjéről kevés infó áll rendelkezésre, az azonban biztos, hogy játszott a Deportivo Toluca csapatában.
Tagja volt a mexikói válogatott 1954-es világbajnokságra utazó keretének.